# Съюзническо нахлуване в Италия
Съюзническото нахлуване в Италия са серия военни операции на западните съюзници в Южна Италия след съюзническото настъпление и овладяване на Сицилия.
Осъществява се в периода 3 септември – 16 септември 1943 г. в хода на ВСВ. То е част от т.нар. Италианска кампания и води до съюзническо овладяване на Салерно (Operation Avalanche), Калабрия (Operation Baytown) и Таранто (Operation Slapstick).
След навлизнето на Съюзниците в Италия тя сваля от власт фашисткия диктатор Бенито Мусолини (25 юли 1943 г.) и формира ново правителство начело с маршал Пиетро Бадолио, което подписва примирието на Италия с антихитлеристката коалиция на 3 септември и го обявява на 8 септември 1943 г.; германски войски окупират Италия, като повеждат бой с италианската армия, докато крал Виктор Емануил III и премиерът Бадолио бягат от Рим през Пескара на италиански бойни кораби в Бриндизи, а Италия обявява война на Нацистка Германия на 13 октомври 1943 г. Италианската армия се включва в бойните действия против Германия както на нейна територия, така и на териториите окупирани от италианските войски в Югославия, Албания, Гърция и Франция, провеждайки ожесточени сражения през 1943 – 1945 г., докато германците освобождават Мусолини от затвора и го поставят начело на марионетната италианска Република Сало в Северна Италия.
Съюзническото нахлуване в Италия е отключващо за започването на съюзническите бомбардировки на България, понеже допреди овладяването на Южна Италия от западните съюзници тяхната англо-американската бомбардировъчна авиация няма нужната далекобойност да нанася въздушни удари на Балканите, и в частност върху българските земи.